# شركة الكهرباء العامة
شركة الكهرباء العامة (بالألمانية: Allgemeine Elektricitäts-Gesellschaft AG) كانت شركة ألمانية للمعدات الكهربائية. أُسست إيه إي جي في ألمانيا في 1883. ورؤيتها مبنية على فلسفة بسيطة وهي ان جميع التصميمات يجب ان تكون متميزة في الشكل والوظائف التي تؤديها. جميع اجهزة AEG تقدم اداء متميز، متعدد الاستخدامات مذهل وذو درجة عالية من الموثوقية مع جماليات رائعة.

## التاريخ

### ملخص
في عام 1883 أسس إميل راثينا شركة دويتشه اديسون جيزيلشافت فور أنجيواندت إلكتريسيتات (Deutsche Edison-Gesellschaft für angewandte Elektricität) في برلين. بدأت الشركة في إنتاج المعدات الكهربائية (مثل المصابيح الكهربائية والمحركات والمولدات)، وسرعان ما انخرطت في أنظمة نقل التيار المتردد. في عام 1907 تم تعيين بيتر بيرنس مستشارًا فنيًا لشركة AEG. أدى ذلك إلى إنشاء هوية الشركة الأولية، مع مشاركة المنتجات والإعلانات في ميزات التصميم المشتركة.
توسعت الشركة في النصف الأول من القرن العشرين وكان لها الفضل في عدد من الأوائل والاختراعات في الهندسة الكهربائية. خلال نفس الفترة دخلت أسواق السيارات والطائرات. تم إنتاج المعدات الكهربائية للسكك الحديدية خلال هذا الوقت حيث بدأ تاريخ طويل من تزويد السكك الحديدية الألمانية بالمعدات الكهربائية.
بعد الحرب العالمية الثانية فقدت الشركة أعمالها في الجزء الشرقي من ألمانيا. وبعد الاندماج في عام 1967 تم تغيير اسم الشركة إلى (Allgemeine Elektricitäts-Gesellschaft AEG-Telefunken) (ومن 1979 على إيه إي جي-تلفونكن فقط). واجهت الشركة صعوبات مالية خلال السبعينيات، مما أدى إلى بيع بعض الأصول. وفي عام 1983 تم بيع قسم الإلكترونيات الاستهلاكية (Telefunken Fernseh und Rundfunk GmbH). أما في عام 1985 أعادت الشركة أخذ اسم إيه إي جي واستحوذت دايملر بنز على باقي الشركة. الأجزاء المتبقية كانت مرتبطة في المقام الأول بتوزيع الطاقة الكهربائية وتكنولوجيا المحركات الكهربائية. تحت ملكية دايملر بنز أصبحت شركات إيه إي جي السابقة في النهاية جزءًا من أدترنز المسمى حديثًا في عام 1995 ولم يعد اسم إيه إي جي مستخدمًا. تمتلك شركة إلكترولوكس التي استحوذت بالفعل على الشركة الفرعية المنزلية إيه إي جي هاوسجوريت GmbH في عام 1994 حقوق استخدام العلامة التجارية إيه إي جي وترخيصها.

### التأسيس حتى عام 1940
نشأت الشركة في عام 1882 عندما حصل اميل راثيناو على تراخيص لاستخدام بعض براءات اختراع مصباح توماس إديسون في ألمانيا. تأسست شركة دويتشه إديسون جيزيلشافت («شركة إديسون الألمانية») في عام 1883 بدعم مالي من البنوك والأفراد، وكان إميل راثيناو مديرًا للشركة.
في عام 1884 انضم المهندس المولود في ميونيخ أوسكار فون ميلر (الذي أسس لاحقًا المتحف الألماني) إلى المجلس التنفيذي. وفي نفس العام دخلت الشركة في مفاوضات مع قاضي برلين (Berlin Magistrat) (الهيئة البلدية) لتوفير مساحة كبيرة من الإمداد المركزي، مما أدى إلى تشكيل Städtischen Elektrizitätswerke (AGStEW) «شركة أعمال كهرباء المدينة برلين» في 8 مايو 1884.
يقع المصنع الأصلي بالقرب من ستيتنر باهنهوف. في عام 1887 استحوذت الشركة على أرض في منطقة برلين-جيسوندبرونين التي كان يقع فيها ويدنغسشي ماشينينفابريك (التي أسسها فيلهلم ويدنغ) سابقًا. وفي نفس العام بالإضافة إلى إعادة هيكلة وتوسيع نطاق الإنتاج، تم اعتماد اسم AEG.
في عام 1887 انضم ميخائيل دوليفو دوبروولسكي إلى الشركة كرئيس للمهندسين، وأصبح فيما بعد نائبًا للمدير. قاده عمله في الطاقة الكهربائية متعددة الأطوار إلى أن يصبح المهندس الرائد عالميًا في أنظمة الطاقة الكهربائية ثلاثية الطور في نهاية ثمانينيات القرن التاسع عشر.
في عام 1891 أظهر ميلر ودوبروفولسكي نقل الطاقة الكهربائية على مسافة 175 كم (109 ميل) من محطة الطاقة الكهرومائية في لافن أم نيكار إلى فرانكفورت، حيث أضاء 1000 مصباح كهربائي وقاد شلالًا اصطناعيًا في المعرض الدولي للكهرباء في فرانكفورت آم ماين. وكان هذا النجاح بمثابة بدايات الاستخدام العام للتيار المتردد للكهرباء في ألمانيا، وأظهر أن نقل الطاقة الكهربائية عن بعد يمكن أن يكون مفيدًا اقتصاديًا. في نفس العام تم افتتاح شتادتبان هالي / سال (سكة حديد المدينة هالي سال)، وهو أول نظام ترام كهربائي (بحجم ملحوظ) في ألمانيا.
بدأ تروب بول عمله في إيه إي جي 1889/90 حتى عام 1893، وصمم فرانز شفيشتن واجهات اكر- اوند هوسيتينستراسا في 1894-1895.
في عام 1894 تم شراء موقع فيهماركتجاسه السابق في برلين (سوق الماشية). كان هناك خط سكة حديد يربط بشبكة السكك الحديدية في برلين، لكن لم يكن هناك اتصال بالسكك الحديدية بين المحطتين. في عام 1895 تم بناء خط سكة حديد تحت الأرض بين القطعتين في نفق بطول 270 مترًا. وقد تم بناء النفق بواسطة شركة سيمنز وهالسك (S & H) (التي أصبحت فيما بعد شركة سيمنز) تحت إشراف سي شويبيل وويلهلم لوتر، وهو الآن نفق سبري سترالو الذي تستخدمه وسائل النقل العام.
في عام 1903 اندمجت شركتا الراديو المتنافستان إيه إي جي وسيمنز آند هالسك وشكلت شركة فرعية مشتركة باسم تليفونكن.
في عام 1907 أصبح المهندس المعماري بيتر بيرنس مستشارًا فنيًا وكان مسؤولاً عن تصميم جميع المنتجات والإعلانات والهندسة المعمارية، وأصبح منذ ذلك الحين يعتبر أول مصمم للشركات في العالم. كانت فلسفة بهرين هي إنشاء مبنى متين وقوي وبسيط في هيكله. وهي مثالية للقيام بعملها في إنتاج الآلات الثقيلة الكبيرة. تم اختيار أبعاد المبنى للسماح بنقل التوربينات فوق الآلات الأخرى.
في عشرينيات القرن الماضي أصبحت شركة الكهرباء العامة موردًا عالميًا للمعرفة والمعدات الكهربائية. وفي عام 1923 على سبيل المثال وفرت معظم المواد الأساسية وفريق من المهندسين للإشراف على كهربة فلسطين التي كانت تخضع للحكم البريطاني. لم تكن الشركات البريطانية في ذلك الوقت قادرة على منافسة أسعار شركة الكهرباء العامة.
وسرعان ما امتد نشاط الشركة ليشمل جميع مجالات هندسة الطاقة الكهربائية، بما في ذلك الإضاءة الكهربائية والطاقة الكهربائية والسكك الحديدية الكهربائية والمصانع الكهروكيماوية وكذلك إنشاء التوربينات البخارية والسيارات والكابلات ومواد الكابلات. في العقود الأولى كان للشركة العديد من المصانع في برلين وما حولها:
- ماشينينفابريك بروننشتراسا (توربينات بخارية ودينامو ومحركات كهربائية)
- أباراتويرك أكيرستراسي (المصابيح ذات الفتيل الكربوني والخيط المعدني ومصابيح نيرنست والمفاتيح والصمامات(فيوز) والمقاومات ومعدات القياس الكهربائية والدينامو والمحركات الكهربائية)
- كابيلويرك أوبيرسبري (KWO والكابلات والأعمال النحاسية والمعدنية وتصنيع المطاط وتصنيع العوازل)
- ترانسفورماتورينفيرك أوبيرسبري (TRO والمحولات)
- جلولامبينفابريك موابيت (1907-1912 خيوط الكربون ومصابيح الخيوط المعدنية ومصابيح نيرنست والأنابيب المفرغة) - أصبحت فيما بعد جزءًا من أوسرام من عام 1939 على تليفونكن
- توربينينفابريك (1909 توربينات بخارية) - مشهورة كمثال للهندسة المعمارية الصناعية
- ابارات-ويرك تريبتو (AT - 1926 ومصابيح القوس والمفاتيح والصمامات وأدوات التحكم والمبتدئين ومعدات القياس الكهربائية)

وقعت عدد من الأحداث البارزة الأخرى التي تنطوي على شركة الكهرباء العامة في هذه الفترة:
- 1900: اختراع مجفف الشعر
- 1901: أصبحت شركة نيو أوتوموبيل جيزيلشافت («شركة السيارات الجديدة») جزءًا من إيه إي جي من خلال الاستحواذ على ألجماينه أوتوموبيل-جيزيلشافت[chron 9]
- 27 أكتوبر 1903: حققت عربة سكة حديدية تجريبية من ثلاث مراحل مجهزة بإيه إي جي سرعة 210.2 كم / ساعة (131 ميل في الساعة) على مسار اختبار كونيغليتش بيرسش ميليتار-آيزنبان (السكك الحديدية الملكية البروسية العسكرية) بين مارينفيلدي وزوسين. تم الاحتفاظ بهذا الرقم القياسي العالمي لسرعة عربات السكك الحديدية حتى عام 1931.[chron 7]
- 1904: اندماج شركة إيه إي جي مع يونيون-إلكتريكيتاتس-جيزيلشافت (UEG) (حرفيًا: Union-electricity Company)
- 1910: مصنع هينيجسدورف. الدخول في سوق بناء الطائرات.[chron 10]
- 1929: أنتجت شركة الكهرباء العامة أول ثلاجات تعمل بالضاغط ومكاوي يتم التحكم في درجة حرارتها.[chron 11]
- 1933: انضمت إيه إي جي إلى شركات التصنيع الكبيرة الأخرى لدعم أدولف هتلر
- 1935: تقديم أول جهاز شريط مغناطيسي في العالم ماجنيتوفون كي1 بناءً على عمل إدوارد شولر في معرض راديو برلين[chron 12]
- 1941: اشترت شركة الكهرباء العامة أسهم سيمنز & هالسك في تيليفونكن وأصبحت الشركة شركة تابعة.

في 20 يونيو 1915، توفي المؤسس إميل راثيناو عن عمر يناهز 77 عامًا.